# Украденная Земля
«Украденная Земля» (англ. The Stolen Earth) — двенадцатая серия четвёртого сезона британского научно-фантастического телесериала «Доктор Кто», а также 750-я за всю историю сериала. Сценарий был написан исполнительным продюсером и главным автором сериала Расселлом Ти Дейвисом. Серия является первой частью двойной истории-финала четвёртого сезона, вторая часть — «Конец путешествия». Впервые эпизод вышел на экраны 28 июня 2008 года.
Доктор (Дэвид Теннант) и его спутница Донна Ноубл (Кэтрин Тейт) пытаются найти Землю, а оставшиеся там его давние друзья Джек Харкнесс (Джон Бэрроумен), Марта Джонс (Фрима Аджимен), Сара Джейн Смит (Элизабет Слейден) и Роза Тайлер (Билли Пайпер) пытаются связаться с ним и бороться с далеками. Кульминацией серии стали попадание в Доктора луча смерти далека и начало регенерации.
В сериале впервые за 20 лет появился создатель расы далеков — сумасшедший учёный Даврос (в последний раз он появлялся в серии «Поминовение далеков»). Ранее Доктор считал, что Даврос погиб, когда его корабль проглотило Дитя Кошмара во время Войны времени. Также в серии появились некоторые персонажи из спин-оффов: Гвэн Купер (Ив Майлс) и Йанто Джонс (Гарет Дэвид-Ллойд) из «Торчвуда», Люк Смит (Томас Найт) и компьютер мистер Смит (озвучка Александра Армстронга) из «Приключений Сары Джейн». В сериале вновь появились старые второстепенные персонажи — Эджуа Эндох вновь исполнила роль Френсин Джонс (матери Марты), а Пенелопа Уилтон вновь сыграла теперь уже бывшего премьер-министра Харриет Джонс. Комик Пол О’Грэди и биолог Ричард Докинз появились в камео-ролях — сыграли самих себя в телевизионных передачах, посвящённых перемещению Земли и появлению 26 планет в небе.
Впервые финал четвёртого сезона обсуждался в начале 2007 года. Это была последняя серия, которую продюсировал Фил Коллинсон. Уже тогда было известно, что в 2010 году Стивен Моффат и Пирс Венджер сменят Расселла Ти Дейвиса и Джули Гарднер на посту исполнительных продюсеров. Сюжет серии был окончательно утверждён в июле 2007 года, а сам сценарий был написан в декабре того же года. Съёмки проходили в феврале — марте 2008 года, остальные работы над серией закончились в середине июня, за две недели до показа. Чтобы скрыть от зрителей как можно больше информации о сюжете, название серии не было известно до 12 июня, а в конце эпизода не было трейлера к следующей части — «Концу путешествия».
Серия была преимущественно положительно принята и зрителями, и профессиональными критиками. Эпизод получил «индекс оценки» 91 — беспрецедентное число для «Доктора Кто» и одна из самых высоких оценок, когда-либо получаемых телевизионной программой. Во время премьерного показа серию посмотрело 8,78 миллиона британцев, что сделало её второй по популярности программой недели.

## Сюжет
Действие серии начинается сразу после окончания «Поверни налево». Земля пропадает прямо из-под ТАРДИС, не оставляя ни следа. Доктор обращается за помощью к межгалактической полиции — Прокламации теней. Выясняется, что одновременно с Землёй пропали ещё 26 планет, среди которых Каллуфракс Второй, Джаху, Шаллакатоп, Женский плач и Клом, и ещё три пропали давно: Адипоуз-3, луна Пуш и Пайровиллия. Донна упоминает про сообщения о пропаже пчёл, что наводит Доктора на мысль о шкале Тандокки — практически неуловимом сигнале. Его след приводит ТАРДИС к центру разлома во времени и пространстве — Каскаду Медузы. Однако тут след заканчивается, но планет вокруг нет.
Тем временем флот далеков под командованием Давроса и Верховного далека легко порабощает Землю. Основные военные базы, в том числе ЮНИТ и их авианосец «Валиант», уничтожены. Даврос был спасён далеком Кааном, единственным выжившим из культа Скаро. Однако Каан лишился рассудка и получил дар прорицания.
Бывшие спутники Доктора капитан Джек Харкнесс, Марта Джонс, Сара Джейн Смит и Роза Тайлер, ранее встречавшие далеков, укрылись в различных местах: Джек с Йанто и Гвэн в Торчвуде-3, Марта использовала телепорт «Проект Индиго» и оказалась у себя дома, хотя ей поручили активировать ключ Остерхагена (сеть ядерных боеголовок для уничтожения Земли вместе с далеками), Сара Джейн осталась дома с сыном Люком и суперкомпьютером мистером Смитом, Роза встретила маму и деда Донны.
Харриет Джонс открыла парциальную сеть — невидимую разумную программу, которая связалась со всеми, кто может помочь найти Доктора. Сеть была разработана мистером Коппером — «экскурсоводом», которого встретил Доктор в «Путешествии проклятых». К видеоконференции смогли подключиться все, кроме Розы, так как в доме Ноублов не оказалось веб-камеры. Было принято решение «позвонить» через сеть Доктору, используя мощность всех телефонов страны и кардиффского пространственно-временного разлома. Доктор получает сигнал и находит Землю рассинхронизированной на одну секунду со вселенной. Даврос вмешивается в трансляцию и насмехается над Доктором, объявляя о своём воскрешении и безоговорочной победе. При этом далеки легко обнаруживают сеть и убивают Харриет, которая успевает передать Торчвуду управление сетью.
Джек отправляется к Доктору, а Йанто и Гвэн остаются задержать далеков, которые уже выяснили, что источник сети находится в Торчвуде. Доктор приземляется на Земле и видит вдали Розу. Пока он бежит к ней, из-за угла выезжает далек и стреляет в него. Доктора относят в ТАРДИС, и он начинает регенерировать

## Производство

### Подготовительные этапы
«Украденная Земля» и «Конец путешествия» были обозначены сценаристами как кульминация всех четырёх сезонов с момента возвращения сериала на экраны. Поэтому в серии должны быть раскрыты сюжетные арки практически со всех серий: человек, фраза, вопрос, планета или загадка — всё это вырастает в грандиозный финал, с небольшими, но важными ссылками до самого первого сезона. Некоторые из них являются важными частями сюжета: исчезновение пчёл, Каскад Медузы и Прокламация теней упоминались ранее, но их смысл был объяснён только в этой серии. Также в эпизоде была показана связь между самим сериалом и его ответвлениями: «Торчвудом» и «Приключениями Сары Джейн». Дейвис объяснил, зачем было так сделано: 

Когда ты видишь историю, то создаётся ощущение, что в ней участвуют все персонажи. Это примерно то же, что делают дети: они не задумываются, что их игрушечные далеки на самом деле не могут сражаться с дроидами «Звёздных войн». Почему бы и всем нашим персонажам вселенной «Доктора Кто» не вступить в общий бой?— Расселл Т. Дейвис, Doctor Who Magazine № 397
Работы над финалом четвёртого сезона стартовали в начале 2006 года. Его грандиозный масштаб — угроза уничтожения всей реальности — должен был компенсировать отсутствие сезона 2009 года и неизбежный уход основных создателей (Расселла Ти Дейвиса, Джули Гарднер и Фила Коллинсона). Сюжет эпизода был окончательно утверждён в начале 2007 года, когда Расселл Ти Дейвис передал основные указания к четвёртому сезону производственной команде. Финал, уже озаглавленный «Украденная Земля», он описал следующим образом: 

Финал сезона. Земля перемещена на другой конец вселенной как часть плана далеков. В сериях появятся Марта, капитан Джек, Сара Джейн, Элтон и Роза. А Джеки и Микки? Смогу ли я одолжить в сериал на пару дней команду Торчвуда? Плюс, футуристическая космическая станция, куда на конференцию слетелись множество представителей инопланетных рас: бейны, крилитианцы, гельты, изолусы — всё, что у нас нарисовано в компьютере. 

Джудуны, сливины, Граск, Мокс Балхуна и новый пришелец-женщина, старый мудрый консультант, председатель космической конференции. Очень много стрельбы и уничтожения. И гигантский корабль далеков, больше похожий на их храм... Господи!
Небо на Земле изменится, станет обзором космоса. Корабль, размером с Солнечную систему! И он наверняка взорвётся, как обычно бывает.

И Даврос.— Расселл Ти Дейвис, Series Four Breakdown
Появления в серии Донны из «Сбежавшей невесты» и Алонзо Фрейма из «Путешествия проклятых» также планировались. Однако Кэтрин Тейт согласилась сыграть Донну как спутницу Доктора на весь четвёртый сезон. Ранее предполагалось, что спутницей станет похожий персонаж Пенни Картер, а Фрейм, по замыслу, станет членом Прокламации теней.
Возвращение Билли Пайпер было почти отменено, так как первоначально съёмки должны были проходить во время её медового месяца в январе 2008 года. Фрима Аджимен появилась на условиях контракта, который она подписала, став Мартой Джонс в 2006 году.
Основная концепция финала была разработана уже в марте 2007 года. Дейвис переписывался с журналистом Бенджамином Куком (который после выпустил книгу по мотивам годичной переписки с Дейвисом) и объяснил ему, что такое Каскад Медузы (впервые упомянутый в диалоге между Доктором и Мастером в «Последнем Повелителе времени») — это область около разлома во времени и пространстве. Разлом и позволил Розе вернуться в четвёртом сезоне. Он послал письмо Куку, как только придумал роль далека Каана и воскрешение Давроса. Регенерация Доктора была придумана в двух частях в середине 2007 года — сам её факт в конце серии и появление второго Доктора (уже в «Конце путешествия»).

### Написание сценария
Дейвис приступил к написанию сценария к «Украденной Земле» 10 декабря 2007. По замыслу Дейвиса, Доктор и Донна должны были пройти сквозь толпу знакомых зрителям ранее пришельцев: сливинов, джудунов, криллитиан, адипоуз, изолусов. Предыдущий день он продумывал появление Марты в Нью-Йорке. Он подумывал о разрушении города, но в ходе рассуждения отказался от своей идеи:

Сегодня я думал об одной вещи: что если разрушить Нью-Йорк в 4.12. Это будет забавно, не так ли? Идея напрашивается потому, что все спутники Доктора находятся в Англии. И у меня есть шанс расширить мир. […] Но у всего есть свои минусы: это оставит большой след в истории «Доктора Кто», и ничего не вернётся назад. Меня это беспокоит. В пятом сезоне обязательно будут эпизоды, действие которых происходит на современной Земле. И будет сложно это сделать, потому что мир будет слишком изранен. […] Эти электронные письма действительно влияют на вещи, безусловно. Потому я думаю, что разрушение Нью-Йорка — плохая идея.— Расселл Дейвис Бенджамину Куку, 9 декабря 2007.
Несколькими днями ранее Дейвису позвонил Бернард Криббинс и предложил сцену с его персонажем Уилфредом Моттом, где тот вооружится ружьем с краской и выстрелит в «глаз» далеку. Эта весёлая сцена, по его мнению, сможет немного разбавить тяжёлые моменты убийств и стрельбы далеков. Криббинс объяснил, что такой момент реален, ведь одноглазые циклопы становятся беспомощными, если их лишить глаза. Реакция Уилфреда на то, как Роза взорвала сразу нескольких далеков, стала импровизацией Криббинса на съёмочной площадке.
Первые проекты сцен Прокламации теней и вторжения далеков были очень далеки от окончательных. Например, вместо повторяющегося сообщения «Уничтожить» герои бы слышали разговоры далеков: разрушить Биг-Бен, убить премьер-министра… Прокламация теней описывалась как межгалактическая полиция, размещённая на гигантской летающей конструкции на связанных астероидах с металлическими башнями, как на картине Роджера Дина. Изначально также предполагалось, что в Прокламации будут находиться все существа, которых видели зрители в возрождённом сериале, в том числе и сливин по имени Маргарет Блэйн из эпизодов «Пришельцы в Лондоне» / «Третья мировая война» уже в качестве ребёнка семье джингатинов.

47: INT. Прокламация теней: ночь.
Доктор: Скажите, что вы здесь все делаете?
Сливины: Красная тревога объявлена по всей вселенной! Пропали планеты! Мы потеряли Клом!
Доктор: Клом пропал?!
Сливины: Пропал!
Донна: Что за Клом?
Сливины: Близнец нашей планеты! Без Клома Раксакорикофаллапаториус потеряет орбиту! [начинают уходить] Мы должны позвонить домой. [ребёнку] …сюда, Маргарет.
Маленький сливин говорит голосом Маргарет Блэйн:
Маленький сливин: Папа, отвези меня домой, мне не нравятся эти полицейские!— Расселл Ти Дейвис, Украденная Земля, оригинальный сценарий, 14 декабря 2007
Однако спустя неделю после написания сцен Расселл Дейвис переписал их из-за финансовых ограничений. Было отменено появление Фрейма (Расселл Тови), так как актёр был занят на съёмках. Он должен был сыграть Теневого Солдата, который помог бы Доктору в заполнении бумаг, а позже по сюжету был бы убит далеками. Вторжение далеков также было изменено, так как целенаправленное убийство премьер-министра было бы слишком «дипломатическим».
Сцены с Алонзо Фреймом были заменены на сцены с так называемым Начальником Полиции, однако в письмах к Куку Дейвис выразил опасения, что персонаж получился «ужасно простеньким». Так как Прокламация теней была крайне важна для сюжета, он переименовал Начальника Полиции в Теневого Архитектора (её сыграла Келли Хантер) и придумал для него заметную внешность — красноватые глаза, белые волосы, бледная кожа, торжественные, ниспадающие одежды, «мистический, отшельнический вид». В изначальном варианте Дейвис предполагал включить в серию спор между Доктором и джудунами: Доктор требовал бы скорейшее рассмотрение дела исчезновения Земли, а джудун просил его ждать своей очереди. Спор должен был выиграть Доктор — сломав устройство перевода, он бы потребовал аудиенцию Теневого Архитектора от имени жителей всей вселенной. Этот сюжет выходил за рамки бюджета, и Дейвису пришлось переписать его в окончательный вариант. Переписаны (и в конечном счёте показаны в окончательной версии) сцены у ТАРДИС с четырьмя джудунами и Теневым Архитектором, когда Доктор обманом убегает от них.
Сцены с участием бывшего премьер-министра Харриет Джонс (Пенелопа Уилтон) Дейвис включил в сценарий 22 февраля, ещё до того, как Уилтон согласилась вернуться к своей роли. Джули Гарднер и Фил Коллинсон захотели увидеть исправление персонажа в её заключительных сценах, так как во время предыдущего появления в эпизоде «Рождественское вторжение» Харриет Джонс, поначалу вставшая на сторону Доктора, мгновенно потеряла доверие, приказав Торчвуду-1 уничтожить улетающий и более не угрожающий Земле корабль сикораксов. Для персонажа получился трёхступенчатый сюжет: появление, враждебность по отношению к Доктору и искупление вины. Дейвис знал, что заполучить Уилтон очень сложно, и потому ограничил её появление одной сценой, а образовавшиеся промежутки планировал заполнить Донной Ноубл, мистером Коппером из «Путешествия проклятых» и Элтоном Поупом из «Любовь и монстры». Уилтон охотно согласилась снова вернуться в сериал и поработать с Дейвисом. Дейвис и Коллинсон посетовали о смерти персонажа: Коллинсон высказал мысль, что Харриент Джонс каким-либо способом избежала смерти, а Дейвис в интервью Doctor Who Magazine № 397 заявил, что когда умирает созданный писателем важный герой — это всегда эмоциональный момент.
Дейвис, отставая от графика по разным причинам, был вынужден пропустить свадьбу Билли Пайпер и частично отказаться от празднования Нового года со своим бойфрендом. Дейвис выходил за рамки сценария и злился, что многие написанные сцены пришлось сокращать. Нехватка времени в тот период повлияла на написание первого диалога между Доктором и его друзьями и встречи с Давросом на борту «Крусибла»; Дейвис посчитал первый вариант диалога «банальным дерьмом» и после переписал его, сделав сцену, где Доктор говорит с четырьмя людьми посредством видеоконференции. Кэтрит Тейт, Дэвиду Теннант и режиссёр Грэм Харпер предложили до разговора не вводить далеков в сюжет, поскольку тогда весёлость Доктора будет неуместна. В итоге Дейвис закончил сценарий в час ночи на Новый год; Бен Кук просмотрел сценарий и высказал мысль, что серии должны выйти без трейлера. Дейвис согласился, отметив, что BBC никогда не рассылают диски с трейлерами финальных эпизодов и что любая реклама «Украденной Земли» «может включать в себя одних только кучу далеков и повторение фразы „я регенерирую“». Эпизод был официально представлен 7 января 2008 года.
В выпусках «Доктор Кто: Конфиденциально» Дейвис подробно обсуждал кульминацию эпизода, «смесь романтики и фантастики» — появление далека, ранение Доктора и начало его регенерации. Встречу Доктора и Розы он назвал «крупнейшей любовной историей, которую только видел зритель», и пошутил, что эпохальные фильмы, такие как «Унесённые ветром», должны заканчиваться сценой, где далек убивает главного мужского персонажа. Камео Розы, пытающейся прорваться через барьер между вселенными в течение всего четвёртого сезона, стали катализатором сцены. Дэвид Теннант назвал сцену «моментом наивысшего эмоционального напряжения» и посетовал, что «у Доктора не может быть счастливых моментов, особенно нужны обрывающиеся на самом интересном месте». Серия заканчивается прямо во время регенерации, так Дейвис хотел создать «самый большой и самый захватывающий клиффхэнгер в истории „Доктора Кто“, в отличие от предыдущих регенераций, которые всегда завершались в конце сериала». Он счёл вполне разумной идею, чтобы Доктор регенерировал в собственную отрубленную руку, так как рука была очень важной деталью во второй части эпизода, «Конец путешествия». Создатели понимали, что прерывание регенерации и создание второго Доктора вызовет дискуссии среди поклонников сериала — много лет считалось, что у Повелителей времени двенадцать регенераций, а значит Доктор использовал свою последнюю возможность восстановиться. Потому команда изначально отказалась от комментариев по этому поводу, чтобы избежать споров. Позже Дейвис сказал, что, поскольку процесс регенерации не был завершён, Доктор не использовал свой последний шанс переродиться.

### Актёрский состав
В финальном сдвоенном эпизоде сезона задействованы девятнадцать основных актёров, шестнадцать из которых появились в «Украденной Земле». Помимо персонажей «Доктора Кто», в сериале появились и персонажи родственных сериалов — Сара Джейн Смит (Элизабет Слейден), Люк Смит (Томас Найт) и мистер Смит (озвучен Александром Армстронгом) из «Приключений Сары Джейн»; Йанто Джонс (Гарет Дэвид-Ллойд), Гвэн Купер (Ив Майлс, ранее сыграла одного из предков своей героини в серии «Беспокойный мертвец», что Доктор отмечает в эпизоде) и капитан Джек Харкнесс (Джон Бэрроумен) из «Торчвуда». Множество героев предыдущих сезонов снова вернулись к своим ролям — Билли Пайпер, Фрима Эджимен, Аджуа Эндох, Джеклайн Кинг, Николас Бриггс и Пенелопа Уилтон. Биолог-эволюционист Ричард Докинз и комик Пол О’Грейди сыграли самих себя в выпусках новостей, транслируемых на экранах в Торчвуде, а Давина Макколл, Дерек Акроа и Энн Видденком появлялись в предпоследнем эпизоде каждого сезона с момента возрождения сериала. Пол О’Грейди был приглашён в сериал, так как Дейвис знал о том, что он давний поклонник «Доктора Кто»; роль для Докинза родилась после того, как Бенджамин Кук предложил Дейвису добавить в сюжет «пожилого профессора» в теленовостях. Эндрю Балливант, который сыграл молочника в самом начале эпизода, из-за своей роли в «Украденной Земле» получил роль в телесериале «Приключения Сары Джейн».

### Даврос
В «Украденной Земле» впервые с момента выхода серии «Воспоминания далеков» в 1988 году появляется Даврос — сумасшедший учёный и создатель расы далеков. Ранее Доктор считал, что Даврос погиб в первый же год Войны времени, когда его корабль угодил в пасть Дитя Кошмара. Дейвис откладывал возвращение Давроса в сериал, считая, что он, гениальный учёный, будет доминировать над простыми роботами, а потому в предыдущих сериях делал акцент на интеллектуальные способности далеков . Даврос был запасным планом: он мог появиться в серии «Пути расходятся», но тогда создание императора далеков оказалось слишком затратным; был вариант его появления в «Яме сатаны». Дейвис переписал историю происхождения персонажа, чтобы прояснить запутанные моменты, показанные в сериале ранее, но в итоге из-за нехватки времени был вынужден сократить большую часть.
Дейвис пригласил на роль Давроса Джулиана Блича, впечатлившись его игрой в мюзикле Shockheaded Peter (которая принесла ему премию Лоренса Оливье) и эпизоде «Из дождя» телесериала «Торчвуд». Чтобы удержать в секрете возвращение Давроса, среди участников съёмочного процесса его персонаж обозначался как «враг» или «Дэйв [Росс]» и во время съёмок всеми способами пытались сохранить его анонимность, однако Radio Times назвали все попытки одним из худших способов конспирации в истории телевидения. Дэвиду Теннанту понравились в Давросе «гитлеровская мания величия» и ностальгические воспоминания, которые он вызывает у него, — Теннант впервые увидел Давроса в серии «Происхождение далеков» и назвал его «необыкновенным существом». Готовясь к роли, Блич пересматривал «Происхождение далеков», чтобы вспомнить голос Давроса. Сам он описал свою интерпретацию Давроса как «страдающий извращённой манией величия, безумный учёный и обманутый гений одновременно» и «нечто среднее между Адольфом Гитлером и Стивеном Хокингом», чьи «нигилистические желания» сделали персонаж замечательным. Блич отталкивался и от ораторских навыков и «догматических речей» немецкого лидера.
Чтобы обсудить внешний вид Давроса, Дейвис встретился с создателем пластического грима Нейлом Гортоном, художником по костюмам Луизой Пейдж и художником Питером Маккинстри. Они сошлись, что стоит оставить без изменений каноничный облик персонажа, появившийся в дебютном для него эпизоде «Происхождении далеков». Самым существенным изменением стала замена руки, уничтоженной в «Разоблачении далеков» в 1985 году, более роботизированным вариантом, который может использоваться и как оружие . Маккинстри задался целью сделать Давроса «больше и страшнее», отойдя от низкокачественного дизайна из классического сериала, сделав героя внешне более крепким: «Я думаю, что обновлённый Даврос необычен для нового „Доктора Кто“, потому что он по-настоящему гротескный. Даврос выглядит очень неприятным персонажем, что делает его возвращение ещё более ярким».
Команда сделала ещё два незначительных изменения: они убрали микрофон, при помощи которого Даврос разговаривал, и полностью переделали его головной убор. Микрофон показался им лишним, так как Даврос не разговаривал шёпотом и не было нужды делать его более слышимым; первоначально планировалось во время постпродакшна оставить без изменений голос Блича. Окончательное решение насчёт голоса не было принято вплоть до конца мая 2008 года, когда было решено подвергнуть его обработке. Дизайнер Нейл Гортон посчитал оригинальный шлем Давроса слишком простым для такого персонажа. Гортон узнал, что по замыслу художника-постановщика «Происхождения далеков» на голове Давроса должна быть конструкция, напоминающая медицинские скобы, Гортон сделал так, чтобы новый головной убор казался прикрученным к голове Давроса.
Над верхней частью туловища Давроса также работали Пейдж и Гортон. Пейдж сделала кожаную куртку, которую Гортон назвал «замечательной частью костюма, которая перекликается с классическим дизайном», а сам Гортон работал над внешним видом грудной клетки под курткой. Идею куртки и открытой грудной клетки под ней Дейвис объяснил в выпуске Doctor Who Magazine № 401:

В самом деле, Даврос должен был быть ужасным, у нас в научной фантастике в последней время так много поблёкших гениев, как Император Палпатин в «Звёздных войнах», потому мне нужно было что-то, чтобы все сидели и понимали, что вот этот человек — Король Ужаса, новый и лучший! И на протяжении многих лет он претерпел так много физических изменений, и я хотел добавить своё собственное. Я попросил Луизу сделать ему новые застёжки на куртке, потому что я хотел, чтобы она выглядела как смирительная рубашка. Просто показалось в тему, ведь он просто сумасшедший!— Расселл Ти Дейвис. Doctor Who Magazine № 401

### Далеки
До «Украденной Земли» далеки не появлялись в сериале полтора года, с эпизода «Эволюция далеков» третьего сезона, потому актёры, играющие далеков в броне, испытывали трудности по возвращении к своим ролям после перерыва. Дейвис включил далеков в сценарий для создания «напряжённой атмосферы» для героев: Джек до обретения бессмертия и воскрешения был убит далеком, Марта и Роза присутствовали во время масштабных истреблений расы далеков, а Сара Джейн присутствовала во время их создания. Для эпизода была воссоздана аниматронная модель далека без брони, так как предыдущий реквизит, использовавшийся в эпизодах «Далек» и «Пути расходятся», пострадал от воды после съёмок последнего эпизода. В «Украденной Земле» появились два новых далека: Верховный далек красного цвета (отсылка к фильму 1965 года «Доктор Кто и далеки» режиссёра Гордона Флеминга с Питером Крашингом в роли Доктора Кто) и частично уничтоженный далек Каан — существо со щупальцами, пузырящейся кожей с голосом нараспев; он располагался в центре разрушенной брони, которая обычно защищает тело далека.
Николас Бриггс, который озвучивает далеков, придумал разные варианты голоса для каждого типа: Верховный далек говорил голосом более помпезным, соответствующим его эгоистическому характеру; для далека Каана Бриггс говорил нараспев, отражая тот факт, что Каан лишился рассудка, телепортировавшись в гущу Войны времени, хотя война заперта во временной ловушке: «Нельзя сказать, счастлив он или печален, его упор на отдельные слова в речи довольно странный, и он находит смешным то, что таковым не является», — говорит Бриггс о создании образа далека-предсказателя.
Съёмочной команде пришлась по душе работа Бриггса: Грему Харперу понравилось «хихиканье Каана», и он «с каждым разом просил ещё», Дейвис назвал далека Каана «пока самым противным из далеков». Незначительные изменения были внесены и в образ стандартного далека. Присоска у охранников Давроса была заменена на зубчатый механизм, при помощи которого они более ловко управлялись с техникой на борту «Крусибла» — главного корабля далеков. В некоторых сценах штанга с «глазом» далека подёргивается, создавая ощущение волнения или осторожности.

### Съёмочный период
Впервые с момента возрождения сериала в 2005 году проводились натурные съёмки с участием далеков, а ночные съёмки отняли наибольшее количество времени, чем в любой другой серии всех четырёх сезонов сериала: кроме первой сцены в пригороде Лондона, где Доктор и Донна выходят из ТАРДИС, все остальные сцены на Земле были сняты ночью.
Съёмки сдвоенного эпизода в общей сложности заняли около шести недель, а основные съёмки проходили с 18 февраля по 29 марта. 31 января 2008 года в главном радиотелевизионном центре BBC Cymru Wales была отснята первая сцена «Украденной Земли» — выпуск новостей с Лачиль Карл в роли Тринити Уэллс. В течение первой недели съёмки проходили на территории студии Upper Boat Studios в Ронта-Кинон-Тав; большинство сцен в Торчвуде-3 и ТАРДИС (включая сцену регенерации) были отсняты в первую неделю съёмок.
В течение второй и третьей недели «Украденная Земля» и «Конец путешествия» снимались поочерёдно. Сцены в доме Донны снимались 26 февраля на Нант-Фавр-роад в Кинкоед, Кардифф, сцены на «Крусибле» снимали 3 марта в Upper Boat Studios, а сцены в Прокламации теней — в школе оптометрии при Кардиффском университете 8 марта 2008 года.
Натурные съёмки эпизода начались во второй половине дня 11 марта. Одна снималась в деревне Тонтег, две сцены были сняты 12 марта в Понтиприт. Первая сцена на открытом воздухе с участием Ноублов была отснята на Хауторн-роуд в Понтиприт, а не в Кинкоед, где снимались сцены внутри дома. На Маркет-стрит в центре города снимались сцены, где Роза, идя по улице, сталкивается с беспорядками и мародёрством. Так как участие Теннанта и Тейт в этих сценах не требовалось, в это время они были заняты на съёмках трейлера к четвёртому сезону.
Сцена воссоединения Доктора и Розы снималась ночью 13 марта в Пенарте, Вейл-оф-Гламорган, Уэльс, в присутствии двух сотен человек, и, следовательно, мгновенно просочилась в Интернет, а репортаж о съёмках вышел в свежем номере газеты The Sun . Грем Харпер настаивал на «загадочности» сцены, так как встреча Доктора с Розой — «самый волшебный» момент эпизода, а оператор Энди Винци назвал эмоции от его просмотра схожими с чувствами от просмотра фильма «Бегущий по лезвию». Съёмки на открытом воздухе продолжались неделю и завершились сценами похищения людей далеками и нападением на далека Уилфреда Мотта — первый и второй момент снимались в Риверсайде, Кардифф, на Брук-стрит и прилегающей к ней Плантагенет-стрит соответственно. События в штаб-квартире ЮНИТ на Манхэттене снимались ночью 16 и 19 марта; имитацию вторжения далеков снимали в пункте регулирования движением на пересечении трассы 32, примыкающей к трассе M4; непосредственно вторжение далеков в здание было отснято в 5:30 утра на следующее утро. 19 марта на принадлежащем Национальному музею Уэльса складе в деревне Нантгарв снимался эпизод побега Марты из ЮНИТ. Из-за ДТП в первую ночь команда была готова отложить съёмки, если это потребуется.
18 марта в Диннас Пауис недалеко от Пенарта снимались сцены с Пенелопой Уилтон в роли Харриет Джонс. Съёмочная группа столкнулась со сложностями в транспортировке далеков в дом, где проходили съёмки, в частности поднимающиеся двери на террасе затрудняли передвижения реквизита. В течение оставшейся части пятой недели в Upper Boat Studios снимали сцены с далеками — декорации подвала «Крусибла» поменяли на декорации палубы управления корабля. Эпизоды с Мартой и Сарой Джейн в своих домах снимались поочерёдно на шестой неделе в Пеннарте и в Upper Boat Studios соответственно; последняя сцена с Сарой Джейн и Люком на их чердаке была завершена 28 марта. Последняя сцена вне помещения с участием Сары Джейн снималась 25 марта на Клинтон-роад в Пенарте, где постоянно проходят съёмки «Приключений Сары Джейн», — внешний вид дома и сцена, где Сара на пути к Доктору общается с двумя далеками. Основной съёмочный период завершился сценой с участием Ричарда Докинза и Пола О’Грэди; Докинз снимался в Upper Boat Studios после того, как оттуда были убраны декорации чердака Сары Джейн, а О’Грэди — 31 марта в лондонской студии в Саут-Банке, где проходят съёмки его телешоу The Paul O’Grady Show.

### Визуальные эффекты и музыкальное сопровождение
После завершения съёмок работой над серией занималась американская компания The Mill, занимающаяся постпродакшном и визуальными эффектами. В первом черновом варианте серии было в три раза больше спецэффектов, чем в окончательном варианте. Множество сцен, в том числе почти все моменты нападения на Вэлиант (за исключением одной краткой сцены), были вырезаны из эпизода. The Mill смоделировали две крупных сцены — вторжение в Нью-Йорк и космический пейзаж Каскада Медузы и планет в небе. Для создания псевдотрёхмерного снимка Нью-Йорка и имитации вторжения использовались разведывательные фотографии города и кадры со съёмок эпизода «Далеки на Манхэттене», а Каскад Медузы полностью сделан при помощи трёхмерной компьютерной графики.
Попутно с работой команды по визуальным эффектам, композитор Мюррей Голд работал над саундтреком к серии. Вместе с новыми композициями, написанными специально к четвёртому сезону, он добавил в эпизод несколько своих предыдущих работ, таких как «Rose’s Theme», «Harriet Jones, Prime Minister», песня удов «Song of Freedom» из эпизода «Планета удов», традиционные фанфары при включении компьютера мистера Смита. В число новых композиций, добавленных Голдом в саундтрек к четвёртому сезону и прозвучавших в эпизоде, вошли:
- «The Doctor’s Theme Season Four» — слегка видоизменённая тема из первого сезона, исполненная Уэльским национальным оркестром BBC при участии Уэльского национального хора BBC (в оригинальном варианте звучит вокал Мелани Паппенхейм). Дейвис и Коллинсон описали её как «пение Флавии[комм 8] из временной воронки», и звучать она должна тогда, когда ситуация становится «слишком в стиле Повелителя времени»[58]. Инструментальная версия композиции уже звучала в серии «Лес мертвецов», когда Доктор пытался спасти Ривер Сонг (Алекс Кингстон) от смерти. В новой аранжировке и с наибольшим количеством использований в эпизоде со времён «Пути расходятся», тема, в частности, знаменует возвращение Розы и циклический характер сюжетной арки четвёртого сезона[59].
- «The Greatest Story Never Told» — регулярно звучала во второй половине четвёртого сезона и напоминает о моментах предыдущих эпизодов, которые иллюстрируют «прошлую любовь» Доктора[59].
- «The Rueful Fate of Donna Noble» — впервые прозвучала в предыдущем эпизоде, «Поверни налево». Олицетворяет выполнение Донной собственного предназначения, её смерть в альтернативной вселенной в финале «Поверни налево» и прощание с Доктором в «Конце путешествия»[59].
- «Davros» — лейтмотив для одноимённого персонажа, подчёркивающий его, по словам Голда, «в дополнение к показывающимся из тени когтям, голосу и лицу». Часть темы, представляющая пророчество далека Каана, перекочевала из эпизода «Полночь»[59].
- «The Dark and Endless Dalek Night» — лейтмотив далеков в обоих эпизодах финала сезона. Композиция исполнена при участии Уэльского национального хора BBC. Оркестратор и дирижёр Бен Фостер отозвался о ней как о «поворотном моменте» в саундтреке всего четвёртого сезона[59].
- «A Pressing Need to Save the World» — иначе аранжированная тема, впервые прозвучавшая во втором сезоне «Торчвуда». Голд решил, что «было бы целесообразным вернуть её» в финале сезона[59].
- «Hanging on the Tablaphone» — сыгранная на табле мелодия, звучащая в сценах, когда союзники Доктора пытаются связаться с ним, используя парциальную сеть[59].

BBC One выделили для эпизода пятидесятиминутный промежуток эфирного времени, и потому пришлось вырезать незначительные части диалогов. Дубляж реплик толпы состоялся 5 июня; завершающее микширование прошло 12 июня, и в тот же день эпизод был официально анонсирован на BBC.

## Трансляции и реакция

### Сокрытие сюжета, трансляция и рейтинги
Название эпизода было объявлено позднее всех остальных в четвёртом сезоне; в апреле 2008 года, когда названия всех остальных серий уже были анонсированы, создатели придержали информацию о «Украденной Земле», чтобы не дать зрителю слишком много информации. О названии последних двух эпизодов стало известно только за две недели до эфира, аналогично финальным эпизодам второго сезона — «Армия призраков» и «Судный день». С дисков, которые предварительно были отосланы рецензентам, была удалена финальная сцена, а обнародовать в СМИ любые детали сюжета «Конца путешествия» было запрещено.
В вечер показа «Украденную Землю» посмотрели 7,4 млн зрителей, примерно 38,3 % от общей аудитории телеканала. Окончательное количество просмотров составило 8,87 млн, что сделало эпизод второй по популярности телепрограммой недели (с 23 по 29 июня, уступив финалу чемпионата Европы по футболу, который посмотрели 8,84 млн человек). До этого только эпизод «Путешествие проклятых» получил такой высокий рейтинг, однако рекорд «Украденной Земли» продержался недолго и спустя неделю был побит второй частью, «Конец путешествия». Эпизод получил индекс оценки 91 — самый высокий рейтинг за всю историю «Доктора Кто» и одна из самых высоких оценок, когда-либо полученных телевизионной программой. «Украденная Земля» побила предыдущий рекорд эпизодов «Пути расходятся», «Судный день», «Тишина в библиотеке» и «Лес мертвецов», которые получили индекс оценки 89. С учётом аудитории BBC iPlayer и повторной трансляции серии на BBC Three и BBC One, серию посмотрели 12,86 млн зрителей, что более чем на два миллиона больше среднего показателя для других серий — 10,59 млн.
В эпизоде был показан номер телефона Доктора — 07700 900 461, который был приобретён компанией Ofcom для использования в теле- и кинопродукции. После эфира по номеру пытались дозвониться более 2500 человек, но все они получили сообщение оператора о том, что номер не обслуживается. После этого Ofcom выпустили заявление, что, так как номер не обслуживается, все звонки на него были бесплатными.

### Реакция на регенерацию Доктора
Эпизод, а в особенности сцена ранения Доктора и его регенерации, вызвал общественный резонанс, который журналист Daily Mail Пол Ревуар назвал «лихорадкой „Доктора Кто“» (англ. Doctor Who fever). Из-за регенерации появилось большое количество предположений о замене Дэвида Теннанта. Среди букмекеров фаворитом на роль нового Доктора был актёр Роберт Карлайл, менее популярными потенциальными претендентами были Джеймс Макэвой, Джейсон Стейтем, Алан Дейвис и Джеймс Несбитт. В своей статье о реакции публики на открытый конец Ревуар высказал пять популярных теорий: неудачная регенерация, в результате которой появятся два Доктора; все события серии оказались сном, как девятый сезон «Далласа»; Доктор регенерирует в женщину; обычная регенерация и уход Дэвида Теннанта из сериала, что BBC скрывает вплоть до выхода «Конца путешествия». В результате верной оказалась первая теория. За два дня до выхода финального эпизода сезона общественный интерес достиг пика. За день до финала седьмой Доктор Сильвестр Маккой, Фил Коллинсон, Расселл Ти Дейвис и Фрима Эджимен появились в разных телевизионных программах, а за несколько часов до трансляции репортажи о финале сезона стали самым популярным в развлекательном разделе BBC News Online. Дейвис не ожидал такого внимания к серии и посчитал неотъемлемой частью успеха серии меры, которые команда приняла с целью удержать как можно больше информации до эфира:

Это интересно...Когда дети на игровой площадке говорят о твоей истории, о том, выживет он или умрёт, я считаю проделанную работу отличной, потому что это интерактивное телевидение, вот в чём всё дело: это и обсуждение, и веселье, и общение. Оно играет с этой страной, и я думаю, что это замечательно.— Расселл Ти Дейвис, «Struggle to keep Who secret», BBC News Online

### Отзывы в прессе
В детстве мне нравились те сборники Marvel Comics, где Человек-паук объединяется с Капитаном Америкой и Людьми Икс. Это — равноценная замена от «Доктора Кто», и это потрясающе. Некоторые зрители никогда не смотрели «Торчвуд», некоторые никогда не видели «Приключения Сары Джейн», но это неважно. Это празднование того, где Дэвис взялся за «Доктора Кто», и всего того, что было достигнуто за эти четыре года. Сейчас «Доктор Кто» буквально небольшая телевизионная индустрия, и то, что мы увидим, как спин-оффы собрались под гостеприимным кровом материнского шоу, есть единственно и верно, и правильно.
Эпизод был положительно воспринят телезрителями, особенно подростковой частью поклонников. В опросе читателей, проводимом журналом Doctor Who Magazine в 2008 году, эпизод выиграл в категориях «Лучший сюжет», «Лучшая музыка», Джулиан Блич одержал победу в номинации «Лучший приглашённый актёр», далеки — «Лучшие монстры», а Даврос с абсолютным большинством голосов был назван «Лучшим злодеем». На интернет-форуме Gallifrey Base эпизод получил рейтинг 92,4 % и стал самым высокооценённым эпизодом четвёртого сезона. В опросе под названием The Mighty 200, проводимом Doctor Who Magazine в 2009 году с целью выявить двести лучших эпизодов сериала за всю историю, «Украденная Земля» заняла 13 место с рейтингом 84,62 % (что всего на одну сотую меньше, чем у предыдущего эпизода, «Поверни налево») и была названа лучшим сюжетом в возрождённом сериале по мнению поклонников не старше восемнадцати лет.
The Guardian опубликовал три рецензии. Сэм Волластон назвал его «замечательным эпизодом», но тяжёлым в развязке. Он пошутил о камео Ричарда Докинза и счёл его антитеологические характерные черты схожими с чертами далеков. Гарет Маклин писал о концовке эпизода как о «неподдельном, сногсшибательном, невесть откуда взявшемся клиффхэнгере» и оценил работу съёмочной команды и создателей по предотвращению утечки информации о регенерации. Стивен Брук из Organgrinder, медиа-блога The Guardian, отозвался о серии как о «невероятно хорошей», «действительно страшной и интересной». Он высказал собственную теорию о вызвавшей вопросы регенерации Доктора: была ли она настоящей, и если это так, кто сыграет следующую инкарнацию Доктора и кто из спутников погибнет в «Конце путешествия».
Томас Сатклифф из The Independent дал «Украденной Земле» отрицательный отзыв и отметил, что эпизод был «уничтожением без вдохновения» (англ. extermination without inspiration, ссылка на самый известный возглас далеков — Exterminate!). Перед просмотром его волновали подробности появления Докинза и О’Грэди, и, посмотрев, он был разочарован, что они появились всего на несколько секунд, когда Йанто переключал каналы. Сатклифф засомневался в том, что О’Грэди будет продолжать снимать своё ток-шоу в период захвата планеты и что к нему в студию придут зрители, однако, несмотря на это, он похвалил оба камео. После момента с Докинзом и О’Грэди Сатклифф «начал терять интерес» к сюжету, так как не оценил сценарий и элементы кроссовера. Он раскритиковал очередное применение шаблонных фраз «Но… это невозможно!» (англ. But... that's impossible!), «Этого не может быть!» (англ. It can't be!) и «Уничтожить!» (англ. Exterminate!) и завершил рецензию адресованной создателям просьбой «сменить пластинку».
Марк Райт из The Stage в своей рецензии задал вопрос: «Как бы вы оценили это с Земли?» Он назвал серию «самой безумной, восхитительной, смелой, блестящей, глупой, захватывающей и страшной частью за всю 45-летнюю историю сериала». Райт оценил смешение спин-оффов сериала и заявил, что Дейвис сделал из «Доктора Кто» то, что можно назвать «небольшой телеиндустрией». Ему понравился и ход событий серии, например «короткие разговоры между дислоцирующимися вокруг кораблей далеками», «как всегда бесполезные в отражении инопланетных атак ЮНИТ», а также общий вид Давроса. Блича в исполнении создателя далеков Райт описал как «компромиссный вариант между оригинальной версией Майкла Уишера и роскошным исполнением Терри Моллоя». О финальной сцене Райт также отозвался положительно, отметив, что «даже у самого жестокосердного зрителя увлажнятся глаза, когда Роза снова находит своего Повелителя времени и когда они бегут навстречу друг другу в слащавом замедленном движении», после чего он ободрился, когда «изливание чувств завершилось, как обычно бывает в „Докторе Кто“, большой пушкой далека».
Бен Роусон-Джонс из Digital Spy дал эпизоду пять звёзд из пяти: «„Украденная Земля“ стала отличным результатом объединения вместе составляющих текущего сезона, бывших напарников и Давроса». В особенности он отметил сцену, где Сара Джейн и капитан Джек слышат трансляцию далеков с призывом «Уничтожить», назвав работу режиссёра Грема Харпера «достойной большого экрана с точки зрения зрительных элементов». Он оценил Майкла Брендона в роли генерала Санчеса и понадеялся, что Санчес выжил во время нападения далеков, поскольку увидел в нём «образ нового Бригадира, в котором ЮНИТ так отчаянно нуждается». По его словам, Николас Бриггс также «проделал превосходную работу с сумасшедшей манерой разговора далека Каана», ставшей удачной идеей Расселла Дейвиса лишить далека рассудка. В Давросе в исполнении Блича Роусон-Джонс похвалил его «подавляющий, зловещий голос», что «прекрасно напоминает о блестящем, но безумном образе мышления создателя далеков». В заключение он назвал Дейвиса «экспертом по выпуску потрясающих финалов, которые придают каждому сезону чувство целостности и поднимаются почти до невыносимых уровней».
По мнению обозревателя научно-фантастического портала Airlock Alpha Алана Стэнли, «Украденная Земля» воплощает собой всё то, что Расселл Дейвис привнёс в сериал с момента его возрождения в 2005 году. Он назвал «динамичный, переполненный волнением» сюжет «всем тем, чего можно ожидать от авантюры с участием всех компаньонов и новой империи далеков», и «кульминацией четырёхгодичного повествования, которая оставит вас с мурашками по телу за 42 минуты». Стэнли понравилось, как «Торчвуд» вписался в «Доктор Кто», в то время как их сюжетные линии практически не пересекаются; он оценил сцену, где Гвен беспокоится о своём муже Рисе, Йанто смотрит шоу Пола О’Грэди, а также реакцию Джека и Сара Джейн, когда те слышат трансляцию далеков. Несмотря на в целом положительный отзыв, он раскритиковал две сцены: факт того, что концепция временной ловушки для Войны времени сомнительна, поскольку все Повелители времени погибли во время войны, а также то, что телефон Доктора не работал.
Дэн Уэйнрайт из The Express & Star задал вопрос: «Конечно, никакой Расселл Ти Дейвис, который, похоже, одержим наполнением эпизодов эпизодическими ролями знаменитостей и Джона Бэрроумена, не будет столь свободомыслящим, чтобы заменить главного актёра на полпути к финалу сезона?» Уэйнрайт выразил одновременно дружеское отношение и ненависть по отношению к Дейвису за его роль в возрождении «Доктора Кто», особенно за то, что Дейвис стал отклоняться от романтического образа персонажа, делая сериал более привлекательным для детской аудитории. Кэтрин Таквелл, обозреватель Blogcritics, открыла свой обзор словами: «Расселл Ти Дейвис расширил границы наиболее выводящих из себя поворотов сюжета». Она высоко оценила «первосортную актёрскую игру», привнёсшую в эпизод «совершенно новый эмоциональный уровень», в частности, «слёзы на глазах» Сары Джейн и Джека во время трансляции далеков, знаменующей начало вторжения, а также угол, под которым были показаны сами далеки. Она похвалила и работу команды по визуальным эффектам, сравнив созданные ими пейзажи открытого космоса с фотографиями телескопа Хаббл.
Саймон Брю из научно-фантастического блога Den of Geek отметил: «Если замысел действительно отличной концовки в „Докторе Кто“ оставляет вас кричать у экрана и лихорадочно проверять календарь до следующего эпизода, то будет справедливо сказать, что Расселл Ти Дейвис едва успел поставить галочку в нужное поле». Хотя его обзор оказался положительным, он остался недоволен, что некоторые моменты выглядели запутанно, поскольку в одной серии уместилось сразу несколько сюжетных ходов. Брю отметил и ансамбль спутников Доктора, положительно оценив Элизабет Слейден и Бернарда Криббинса, но противоположно отозвавшись о ЮНИТ, Торчвуде и Докторе, нетипично для себя признавших поражение; оценил и Давроса, и далека Каана, отозвавшись о первом как о дани уважения классическому сериалу, а о втором — как о интересной движущей силе в войне далеков.
Обозреватель научно-фантастического блога io9 Чарли Джейн Андерс назвала Дейвиса «гомосексуальной версией Майкла Бэя» и «впервые захотела, чтобы Дейвис остался продюсировать пятый сезон». Ей понравились «всякие глупые сюжетные схемы и сумасшедшие повороты», такие как «Проект Индиго», ключ Остерхагена, идея использовать «каждый телефон в Великобритании», чтобы дозвониться Доктору, и тот факт, что Даврос создал новую армию далеков из плоти с собственной груди. Самого Давроса она назвала «лучшим со времён Майкла Уишера». Помимо этого, она выделила «супергероичные» моменты серии, такие как сцена, где Уилфред стреляет в «глаз» далека из ружья с краской, финальная сцена с Гвен и Йанто, обороняющимися от далека, и «пылающая благородством» жертва Харриент Джонс ради помощи Доктору. Финальная сцена, по её словам, не оставила ей ни одного варианта дальнейшего развития событий, даже беря в расчёт сумасшедшую логику Дейвиса.
Дэйв Голдер из SFX дал серии четыре звезды из пяти. В целом его обзор оказался прохладным; по его мнению, после двух экспериментальных и «смелых» сценариев в «Украденной Земле» прослеживается традиционный почерк Дейвиса. Ему понравились спецэффекты, игра Джулиана Блича и открытый финал серии, но не понравились сцены в Прокламации теней, которые показались ему разочарованием после всех сюжетных отсылок к ней и ожидания её появления на экране, а также чересчур мелодраматическая реакция Джека и Сары Джейн на появление далеков.
Обозреватель сайте IGN Трэвис Фликет поставил эпизоду 7,6 баллов из 10. Он начал рецензию с обсуждения понятия «фансервиса»:

Идея «фансервиса» — всегда палка о двух концах. Здорово посмотреть, как на экране объединяется всё, что вам может понравиться в сериале, но часто в теории это звучит лучше, чем на практике. Это как те гигантские кроссоверы комиксов, что всё время выпускают, где каждый крутой персонаж встречает другого крутого персонажа. Хотя то, как они делят эпизоды, и интересно (в некоторой степени), всё заканчивается тем, что каждому достаётся короткий промежуток времени.
По большей части его рецензия сосредоточена на далеках. Поначалу он критиковал их появление в огромном количестве, сравнивал с их предыдущими появлениями в сериале с 2005 года: единственный далек в серии «Далек», целая империя против Розы Тайлер в серии «Пути расходятся», далеки из Культа Скаро против киберлюдей в «Судном дне», далеки в США 1930-х годов в сериях «Далеки на Манхэттене» и «Эволюция далеков», хотя их появление вместе с Давросом спустя полтора года «повысило ставки». Неудачной, по его мнению, оказалась идея отделить Розу от других компаньонов Доктора, хотя она сама могла постоять за себя в борьбе с далеками. Фликет завершил рецензию мнением, что каким бы не было окончание сезона, работа Дейвиса над серией оказалась очень успешной.

### Анализ Стивена Джеймса Уолкера
Исследователь «Доктора Кто» и автор нескольких книг по вселенной сериала Стивен Джеймс Уолкер в своей книге Monsters Within, посвящённой четвёртому сезону, опубликовал подробный обзор и анализ эпизода. Уолкер начал со сравнения финалов сезонов разных лет, отметив, что от Дейвиса ожидалась каждый раз всё более грандиозная концовка, но в случае с «Украденной Землёй» ему не удалось превзойти аналогичный эпизод третьего сезона, «Барабанная дробь»:

Это, без сомнения, самый грандиозный эпизод «Доктора Кто» на сегодняшний день, но в то же время и самый раздутый. Похоже, Дейвис включил всё, что только смог придумать. Это, несомненно, завораживающе — видеть всех этих фантастических персонажей и все волнующие моменты соединёнными вместе в то, что является прощальным чествованием Дейвисом величайших моментов шоу — в некотором роде современный эквивалент классической истории «Пять Докторов» — но недостаток в данной ситуации состоит в том, что им не уделяется должного внимания. Объединяя в себе множество различных составных частей, большая часть повествования «Украденной Земли» просто по очереди вводит в сюжет каждую из них, а затем маневрирует ими в нужные места, необходимые им для того, чтобы двигать историю к завершению в «Конце путешествия».— 
Уолкер негативно высказался об обильном использовании пиротехники и чересчур эмоциональной реакции Сары Джейн и Джека, когда те узнают о нападении далеков, а «адресованная Гвен и Йанто фаталистическая фраза Джека „Простите, мы трупы!“ кажется чрезмерно мелодраматичной», поскольку игнорирует тот факт, что Джек бессмертен. Ему также показалось, что эмоциональный срыв Сары Джейн в тот момент и её извинения в адрес далеков в конце серии совершенно не соответствуют характеру её персонажа и опыту её предыдущих подобных встреч. Вторым моментом, ставшим объектом критики Уолкера, стал эпизод с использованием парциальной сети: сцена его «не воодушевила», так как была очень похожа на кульминацию эпизода «Последний Повелитель времени», когда пленённый и состаренный Мастером Доктор при помощи Марты использует глобальную спутниковую сеть, чтобы вернуть себе силы. Изобретённую же парциальную сеть Уолкер счёл «достаточно очевидным способом организовать конференцию между спутниками Доктора» и расстроился из-за смерти организатора видеосвязи, Харриет Джонс.
Остальная часть обзора оказалась более позитивной. Он выделил в серии шесть основных направлений: актёры второго плана; Билли Пайпер; Даврос и далеки; два новых варианта далеков; ссылки на классический сериал, в первую очередь на эпизод «Вторжение далеков на Землю». Хотя приглашённым актёрам было уделено мало экранного времени, по мнению Уолкера, Гвен, Йанто, Люк и мистер Смит «помогли привнести приятное чувство единения во вселенной „Доктора Кто“». Он выделил и сцену с Уилфредом Моттом, вооружившимся пейнтбольным ружьём, назвав её одной из «превосходных сцен» с участием Криббинса и Кинг и долгожданным продолжением тенденции к использованию очевидных недостатков строения существ, начатой ещё в эпизоде «Далек».
Факт, что Роуз не участвовала в видео-конференции компаньонов Доктора (хотя и наблюдала за ней), Уолкер счёл «занятным и трогательным» и придающим важности её последующей встрече с Доктором. Он остановился на романтизации момента их воссоединения и отметил, что Дейвис, занимаясь написанием эпизода, «отказался от каких-либо попыток скрыть тот факт, что он пишет самую что ни на есть историю любви». Доктора и Розу, бегущих навстречу друг другу по улице, Уолкер сравнил с Хитклиффом и Кэтрин, пробирающимися через болото в одной из сцен романа «Грозовой перевал».
Писатель высоко оценил появление Давроса, который «прибавляет дополнительного масштаба сюжету далеков не в последнюю очередь потому, что он способен вести непрерывный диалог и аргументированное обсуждение отчасти о том, что его создания недостаточно хорошо приспособлены к руководству, и преимущества этого сразу проявляются в „Украденной Земле“, несмотря на то, что он проводит большую часть времени, скрываясь в тени». Два пункта в Давросе Уолкер назвал достойными похвалы: то, что он «отлично охарактеризован в сценарии», и созданную для него маску и грим, которые он назвал лучшей работой, что когда-либо делали дизайнеры. Оставшись довольным идеальным сочетанием внешнего вида императора далеков образца 1970-х и 1980-х, Уолкер положительно оценил и игру Джулиана Блича.
Уолкер хорошо отозвался о работе Николаса Бриггса по озвучиванию далека Каана, в особенности о «противном безумном хихиканье» Каана и о его предсказаниях «вечной смерти» «самому верному спутнику» Доктора. В отзывах о Верховном далеке он был более прохладен, посчитав, что красный цвет «смелая и отличная от других черта для командира далеков», учитывая, что далек Сек, лидер культа Скаро, ранее появился в традиционной для Верховного далека чёрной броне. Уолкер посчитал, что дополнения к обычному реквизиту далеков были «явно уродливыми» и последними в ряду безуспешных попыток улучшить то, что не требует улучшений. Ещё одной ошибкой он счёл добавление далекам дисков для приёма сигнала, заимствованных из эпизода «Вторжение далеков на Землю» (1964). Уолкер отметил ещё несколько отсылок к старым сериям. После того, как Даврос раскрывает Доктору цель похищения 27 планет — получить необходимую мощность для двигателя, способного уничтожить всё живое во Вселенной, исключая далеков, Доктор произносит: «Кое-кто уже пытался однажды переместить Землю, давно. Это невозможно». Это ещё одна отсылка к событиям эпизода «Вторжение далеков на Землю», хотя это не сходится с действиями Повелителей времени в сюжетной арке «Суд над Повелителем времени» (1986). Диалоги далеков, прежде всего то, как они радовались своей роли «хозяев Земли», и их приказ «мужчинам, женщинам и отпрыскам» выйти из своих домов, также схожи с показанными в серии 1964 года.
В завершение анализа Уолкер уделил внимание финалу эпизода. Он отметил, что общественность больше всего волновали возможный уход Дэвида Теннанта из сериала и его замена, потому Дейвис хитро придумал выстроить вокруг регенерации концовку, обрывающуюся на самом интересном месте, особенно с учётом ещё более тщательного сокрытия подробностей серии «Конец путешествия». Он заключил, что успех «Украденной Земли» можно оценить только в зависимости от того, как это всё разрешится в «Конце путешествия». Уолкер поставил серию на десятое место в собственном рейтинге эпизодов четвёртого сезона — между «Планом сонтаранцев» и «Соучастниками».

### Комментарии
1. ↑  Седьмой эпизод четвёртого сезона, «Единорог и оса», считается 754-м эпизодом.
2. ↑  Впервые о пропаже этой планеты было сказано в серии Автор сценария Расселл Ти Дейвис, режиссёр Джеймс Стронг, продюсер Фил Коллинсон (5 апреля 2008). Соучастники. Доктор Кто. Кардифф. BBC. BBC One.
3. ↑  Впервые о пропаже этой планеты было сказано в серии Автор сценария Расселл Ти Дейвис, режиссёр Эйрос Лин, продюсер Фил Коллинсон (14 июня 2008). Полночь. Доктор Кто. Кардифф. BBC. BBC One.
4. ↑  Впервые о пропаже этой планеты было сказано в серии Автор сценария Джеймс Морэн, режиссёр Колин Тига, продюсер Фил Коллинсон (12 апреля 2008). Огни Помпеи. Доктор Кто. Кардифф. BBC. BBC One.
5. ↑  Далек Каан, спасаясь от Доктора, использовал аварийный временной сдвиг в серии Автор сценария Хелен Рейнор, режиссёр Джеймс Стронг, продюсер Фил Коллинсон (28 апреля 2007). Эволюция далеков. Доктор Кто. Кардифф. BBC. BBC One.
6. ↑  Роза Тайлер видела далека в серии «Далек» (30 апреля 2005); Джек Харкнесс познакомился с далеками в серии «Плохой волк» (11 июня 2005); Сара Джейн Смит впервые увидела далеков в серии «Смерть далекам» (23 февраля — 16 марта 1974), а в «Происхождение далеков» (8 марта — 12 апреля 1975) присутствовала на Скаро в период их создания, что Даврос отмечает в следующем эпизоде; Марта Джонс встретилась с далеками в серии «Далеки на Манхэттене» (21 апреля 2007)
7. ↑  Автор сценария Расселл Ти Дейвис, режиссёр Джеймс Стронг, продюсер Фил Коллинсон (25 декабря 2007). Путешествие проклятых. Доктор Кто. Cardiff. BBC. BBC One.
8. ↑  Персонаж эпизода „Пять Докторов“ (23 ноября 1983), посвящённого двадцатилетию сериала.

### Местоположения
Информация о местах съёмок взята из специального выпуска журнала Doctor Who Magazine' vol. 20: The Doctor Who Companion, Series Four.
1. ↑  Кардиффский радиотелевизионный центр (новостной репортаж Тринити Уэллс): 51°29′53″ с. ш. 3°13′40″ з. д.HGЯO
2. 1 2 3 4  BBC Studios, Upper Boat (сцены в ТАРДИС, в штаб-квартире Торчвуда-3, «Крусибле» далеков и чердаке Сары Джейн Смит): 51°34′33″ с. ш. 3°18′00″ з. д.HGЯO
3. ↑  Нант-Фавр-роад в Кинкоед, Кардифф (сцены в доме Ноублов): 51°31′16″ с. ш. 3°10′20″ з. д.HGЯO
4. ↑  Кардиффская школа оптометрии (Прокламация теней): 51°29′42″ с. ш. 3°11′20″ з. д.HGЯO
5. ↑  Вест-Маунд, Тонтег (начальная сцена, где Доктор и Донна выходят из ТАРДИС; Роза телепортируется за Землю): 51°34′12″ с. ш. 3°18′43″ з. д.HGЯO
6. ↑  Хауторн-роуд, Понтиприт (сцены у дома Ноублов): 51°34′52″ с. ш. 3°18′18″ з. д.HGЯO
7. ↑  Computing Wales, Маркет-стрит, Понтиприт (сцены беспорядков на улице и в компьютерном магазине Megabyte City): 51°36′08″ с. ш. 3°20′26″ з. д.HGЯO
8. ↑  Пересечение улиц Хай-стрит, Аркот-стрит и Куинс-роад, Пеннарт (встреча Доктора и Розы): 51°26′33″ с. ш. 3°10′35″ з. д.HGЯO
9. ↑  Брук-стрит, Риверсайд, Кардифф (нападение далеков на пригород): 51°28′46″ с. ш. 3°11′15″ з. д.HGЯO
10. ↑  Плантагенет-стрит, Риверсайд, Кардифф (Уилфред стреляет в далека из пейнтбольного ружья): 51°28′45″ с. ш. 3°11′11″ з. д.HGЯO
11. ↑  Пункт регулирования движением South Wales Traffic Management Centre (штаб-квартира ЮНИТ: вторжение далеков): 51°31′33″ с. ш. 3°14′28″ з. д.HGЯO
12. ↑  Коллекционный центр Национального музея, Нантгарв (штаб-квартира ЮНИТ: побег Марты): 51°34′04″ с. ш. 3°16′40″ з. д.HGЯO
13. ↑  Lower House Barn, Диннас Пауис (дом Харриент Джонс): 51°27′02″ с. ш. 3°13′23″ з. д.HGЯO
14. ↑  Lower Cwrt-Y-Vil Road, Пеннарт (сцены в доме Марты Джонс): 51°25′55″ с. ш. 3°10′40″ з. д.HGЯO
15. ↑  Клинтон-роад, Пеннарт (внешний вид дома Сары Джейн и сцена, где Сара на пути к Доктору общается с двумя далеками): 51°25′54″ с. ш. 3°10′44″ з. д.HGЯO
16. ↑  The London Studios, Саут-Банк, Лондон (эпизод передачи The Paul O' Grady Show): 51°30′28″ с. ш. 0°06′41″ з. д.HGЯO